# Velika nagrada Alessandrie
Velika nagrada Alessandrie (italijansko Gran Premio di Alessandria) je bila avtomobilistična dirka, ki je med letoma 1926 in 1934 potekala v italijanskem mestu Alessandria. Najuspešnejši dirkač na dirki je Achille Varzi s štirimi zmagami, med moštvi pa Alfa Romeo in Bugatti tudi s po štirimi zmagami.

## Zmagovalci
| Leto | Zmagovalec        | Moštvo     | Dirkališče  | Poročilo |
| ---- | ----------------- | ---------- | ----------- | -------- |
| 1934 | Achille Varzi     | Alfa Romeo | Alessandria | Poročilo |
| 1933 | Tazio Nuvolari    | Alfa Romeo | Alessandria | Poročilo |
| 1931 | Achille Varzi     | Bugatti    | Alessandria | Poročilo |
| 1930 | Achille Varzi     | Alfa Romeo | Alessandria | Poročilo |
| 1929 | Achille Varzi     | Alfa Romeo | Alessandria | Poročilo |
| 1928 | Tazio Nuvolari    | Bugatti    | Alessandria | Poročilo |
| 1927 | Gaspare Bona      | Bugatti    | Alessandria | Poročilo |
| 1926 | Giovanni Alloatti | Bugatti    | Alessandria | Poročilo |